# Oihus taeniatus
Oihus taeniatus là một loài bọ cánh cứng trong họ Cerambycidae.